# Ґорр Убивця богів
Ґорр Убивця богів (англ. Gorr the God Butcher) — вигаданий суперлиходій з коміксів американського видавництва Marvel Comics. Виступає противником Тора і ненависником богів, намагаючись знищити їх усіх. Створений письменником Джейсоном Аароном і художником Есадом Рібічем, він вперше з'явився у «Thor: God of Thunder» #2 (січень 2013).
Персонаж дебютує на великих екранах у 2022 році з виходом фільму Кіновсесвіту Marvel «Тор: Любов і грім», де його зіграв Крістіан Бейл.

## Історія публікацій
Джейсон Аарон та Есад Рібіч вирішили відновити серію коміксів про Тора у рамках ініціативи Marvel NOW!. Вперше Ґорр з’явився в Thor: God of Thunder #2 у січні 2013 року. Ця сюжетна арка була названа восьмою найкращою історією Тора за версією ComicBook.

## Вигадана біографія
Ґорр виріс на безіменній безплідній планеті, де лунали землетруси, бракувало води та водилися хижі тварини. Жодні боги не допомагали його народові, але вони все одно сліпо довіряли божествам. Коли його мати, дружина та діти загинули, він почав вважати, що боги не можуть існувати, і саме тому його плем'я занепало. Коли ж Ґорр дізнався, що боги справді існували, проте не намагалися допомагати нужденним, як-от його вмираючій родині, він поклявся вбити їх усіх. Потім він отримує Все-Чорний Некромеч від Нулла після спостереження його в бою з золотим богом. Зрештою він знаходить молодого Тора Одінсона на Землі в середньовічній Ісландії. Він ледь не вбиває Тора, але групі вікінгів вдається цьому завадити. Ґорр рятується, а далі створює армію чудовиськ з темряви, за допомогою яких продовжує убивати все більше богів.
У теперішній час Тор розслідує зникнення кількох богів. Це приводить до нової битви з Ґорром, але згодом останній телепортується в майбутнє, де постарілий Тор є останнім асґардійцем, що захищає царство від тіньових берсерків. Ґорр також переносить молодого Тора у майбутнє, де його дружина та діти, здається, воскресли і він збирається активувати Богобомбу. Син Ґорра насправді є конструкцією, створеною Все-Чорним мечем і яка зневажає те, у що перетворився його батько. Це дозволяє Торові зупинити вибух. Далі сучасний Тор використовує два Мйольніри, щоб убити Ґорра.
Після смерті історія Убивці богів не завершилася. Його свідомість була поміщена у Все-Чорний Некромеч. Через кілька днів Ґорра оживляє Король Локі, щоб остаточно позбутися лиходія. Натомість він перериває поєдинок, знову заволодіває мечем, знущаючись з Тора і Локі. З'єднуючи уламки клинка, на поле бою потрапляє Всебатько Тор, унаслідок битви руйнується кілька планетарних систем. Ґорр обіцяє, що змусить Тора спостерігати за смертю Мідґарда й усього життя у Всесвіті. Врешті-решт лиходій поглинає асґардійських братів, заявивши, що він переборов смерть і став не просто богом, а самою силою природи.
Богині грому, нащадки Тора, вирішують пробудити інших богів та повернутись у минуле, щоб врятувати свого предка. Атлі Водендоттір обезголовлює Ґорра, але він переселяється в симбіота з Некромеча та прагне заразити ним увесь Всесвіт. Він намагається створити чорну діру для поглинання Тора, проте його відволікає Локі, розповідаючи які подвиги були здійснені братом. Тор скористався цим, щоб вивільнити з Мйольніра усю силу Божої бурі, яка і знищує симбіот. Ґорр повертається до своєї звичайної форми, зазнавши амнезії і ставши знову смертним. Його підбирать Небесні лорди Індіґарра, де він залишається жити у мирі.

## Сили та здібності
Ґорр володіє Все-Чорним Некромечем, який, за словами Ґалактуса, «викресав перший світанок з каменю нескінченної ночі». Клинок був створений Нуллом, родоначальником симбіотів, використовуючи голову вбитого небожителя. Меч дозволяє своєму власнику створювати крила для польоту на екстремальних швидкостях, різноманітну зброю та загін берсерків, побудований з темряви. Зброя здатна вбивати будь-яких богів, включаючи асґардійців. Пізніше клинок потрапляє в чорну діру, але старий Король Тор використовує його для битви з Ґалактусом. Ґорр також створив Богобомбу, зброю, призначену для вбивства кожного божества, що існує чи коли-небудь існувало. Ґорр володіє надлюдською силою, міцністю і витривалістю, а також практично безсмертний.

## Поза коміксами

### Фільми
- Крістіан Бейл зіграв роль Ґорра у фільмі «Тор: Любов та грім»[13].